# Laudakia bochariensis
Laudakia bochariensis är en ödleart som beskrevs av  Alexander Nikolsky 1897. Laudakia bochariensis ingår i släktet Laudakia och familjen agamer. Inga underarter finns listade i Catalogue of Life.